# Моріба Туре
Моріба Туре (д/н — після 1901) — фаама (володар) Кабадугу у 1893—1899 роках.

## Життєпис
Походив з династії Туре. Четвертий син фаами Вакаби. Про молоді роки обмаль відомостей. 1893 року після поразки брата — фаами Мангбе Маду оголошується новим володарем Кабадугу. Втім не мав влади через присутність в державі військ Саморі з Васулу та французів. Тому Моріба вирішив спиратися на французькі війська у боротьбі із братом та Саморі.
1897 року офіційно звернувся до французів по допомогу. У відповідь йому було запропоновано створити в столиці його держави — Софадугу — військову базу. Проти своєї волі Моріба погодився на це. Але 1898 року втік до Ліберії, де намагався здобути військову допомогу. Без успіху повернувся до Кабадугу, де втратив будь-який вплив.
24 березня 1899 року фаама був арештований французами. Замість нього губернатором Кабадугу було поставлено брата — Ісмаїлію. Самого Моріба було заслано до Буфалобе в Малі. У 1901 році його було переведено до Бінжервіля в колонії Берег Слонової кістки), де отримав помилування, щоб того ж року повернутися до Одієнне (колишня Софадугу). В цей час номінальним фаамою був його родич Ібрагім Туре, що отримав титул короля. Подальша доля Моріби туре невідома.